# Đề tài (nghệ thuật)
Trong các bộ môn nghệ thuật nói chung và văn học nói riêng, đề tài là phạm vi các sự kiện tạo nên cơ sở chất liệu đời sống của tác phẩm nghệ thuật. Khái quát hơn, đề tài thể hiện phạm vi miêu tả trực tiếp của tác phẩm nghệ thuật.
Ở phương diện nhất định, khái niệm đề tài gắn với khái niệm chủ đề của tác phẩm.

## Phạm vi miêu tả
Phạm vi miêu tả trực tiếp trong tác phẩm rất đa dạng, có thể là chuyện con người, thú vật, cây cỏ, chim muông, đồ vật, thần tiên, ma quái, chuyện quá khứ và chuyện viễn tưởng v.v.
Đề tài của tác phẩm nghệ thuật không chỉ nhằm giới thiệu các hiện tượng cụ thể cá biệt của đời sống hay của tưởng tượng, mà ở phương diện nhất định, bao giờ đề tài cũng xuyên qua một phạm vi miêu tả cụ thể để khái quát lên một phạm vi hiện thực đời sống nhất định có ý nghĩa sâu rộng hơn.

## Giới hạn đề tài
Giới hạn của phạm vi đề tài có thể được xác định với bình diện rộng hay hẹp. Đó có thể là một giới hạn bề ngoài với các đề tài loài vật, sản xuất, cải cách ruộng đất, kháng chiến, tiểu tư sản, công nhân v.v. Giới hạn bề ngoài cho phép nhìn nhận tầm quan trọng của các phạm trù xã hội hay lịch sử tuy đối tượng nhận thức của tác phẩm nghệ thuật nói chung thường không chỉ giới hạn bởi cái bên ngoài của hiện tượng. Cũng cần nhắc đến các phương diện bên trong của đề tài, đó là bề sâu của phương diện phản ánh với cuộc sống, con người bao gồm trong nó tất cả những giá trị hiện thực, tố cáo, viễn ảnh, được miêu tả trong tác phẩm thông qua những hình tượng nghệ thuật.
Đề tài, do đó không nên được đồng nhất với đối tượng nhận thức, chất liệu đời sống hay nguyên mẫu thực của tác phẩm, bởi vì đối tượng là cái nằm ngoài tác phẩm, đặt đối diện với tác phẩm. Đề tài của tác phẩm phải là một phương diện nội dung tác phẩm, là đối tượng đã được nhận thức, là kết quả lựa chọn của tác giả.
Đề tài tác phẩm chẳng những gắn với hiện thực khách quan mà còn do lập trường tư tưởng và vốn sống của người nghệ sĩ quy định.

## Đề tài văn học
Trong văn học, đề tài được biểu hiện rõ rệt trong những tác phẩm tự sự hoặc kịch. Trong khi đó với phần lớn các tác phẩm trữ tình (chủ yếu là thơ), khái niệm đề tài gần như đồng nhất với khái niệm chủ đề.
Trong các thuật ngữ châu Âu, khái niệm "théma" có thể bao hàm cả hai nét nghĩa đề tài và chủ đề.

## Ứng dụng
Đề tài biểu hiện khái niệm về loại của hiện tượng đời sống, do vậy, có bao nhiêu loại hiện tượng trong đời sống là có bấy nhiêu đề tài. Việc nhận thức đề tài phải chỉ ra bản chất xã hội của hiện tượng. Những thuộc tính chung về đề tài là căn cứ xác định, tập hợp các tác phẩm thành nhóm đề tài (như các tiểu thuyết lịch sử, tiểu thuyết du đãng, truyện khoa học viễn tưởng, truyện ngụ ngôn v.v.)